# Cuissy-et-Geny

Cuissy-et-Geny este o comună în departamentul Aisne din nordul Franței. În 1 ianuarie 2022 avea o populație de 71 de locuitori.